# چووانیوش
چووانیوش (به مجاری: Csóványos) یک کوه در مجارستان است که در استان پشت واقع شده‌است. چووانیوش ۹۳۸ متر بالاتر از سطح دریا واقع شده‌است.